# Похитители ёлок (мультфильм)
«Похитители ёлок» — новогодний мультфильм 2005 года, который создала режиссёр Эльвира Авакян на студии «Союзмультфильм».

## Сюжет
Из глубин космоса в круглом космическом корабле прилетели три зелёненьких инопланетянина. Спускаясь на Землю они увидели ярко светящую звезду на верхушке большой зелёной ёлки и попытались ёлку украсть. Но ёлка была большой и росла возле терема Деда Мороза, который проснулся и наколдовал отряд снеговиков. Инопланетяне улетели и увидели украшенную цветными огнями Эйфелеву башню. Подлетели к её вершине, попробовали утащить и поняли, что она слишком большая. Полетели дальше и попали в Италию, там увидели вылетающую из окон мебель и другие вещи. Далее в Африке увидели, как Дед Кокос пляшет вместе с поющими ребятишками. Увернувшись от хобота слона, полетели дальше и увидели Статую Свободы. Попытались у неё ёлку украсть, но их окружили вертолёты и пришлось удирать. Облетев вокруг Земли упали они возле терема Деда Мороза, который поднял круглый корабль, внёс в дом и повесил на ёлочку. Пока Дед Мороз ходил за шампанским, инопланетяне улетели прихватив ёлочку и красную рукавичку. Дед Мороз подвёл итог: «Ёлку спёрли! С Новым годом!» А инопланетяне уже плясали в космосе вокруг ёлочки под весёлую новогоднюю мелодию!

## Создатели
- Автор сценария и текста песен: Андрей Усачёв
- Режиссёр: Эльвира Авакян
- Художник-постановщик: А. Мартынов
- Музыка: Александр Пинегин, Максим Дунаевский, Л. Бекман
- Аранжировка: М. Самойлов, А. Пинегин
- Песни исполняют: Юрий Гальцев, Лариса Брохман, Александр Пинегин, Ольга Шорохова, С. Каратеева и театр детской песни "СветАфор"
- Художники-аниматоры: Дмитрий Куликов, Александр Левчик, Александр Панов, Е. Грошева, Ю. Ефремова, Мария Парфенова, Е. Грушина, Н. Федотова, Сергей Урусов
- Художник: Елизавета Жарова
- Монтажёр: Ольга Василенко
- Звукооператор: Андрей Зинин
- Компоузинг и спецэффекты: Сергей Урусов, Мария Урусова, Т. Сычева
- Редактор: Татьяна Папорова
- Директор: Сослан Ходов
- Продюсер: Акоп Киракосян
- Создатели приведены по титрам мультфильма

## Издания на DVD
- Мультфильм выходил на DVD в сборнике мультфильмов «Похитители ёлок» (Союзмультфильм).[1]

## Отзыв критика
С началом XXI века количество новогодних и рождественских анимационных картин стало увеличиваться, и тематика их по-прежнему разнообразна. Есть поиски новых вариантов «вечного» сюжета — охоты за ёлкой: «Похитители ёлок» Э. Авакян (2005).
— Георгий Бородин «Новогодняя анимация» (октябрь 2007)